# Deodato da Silva Maia Júnior
Deodato da Silva Maia Júnior (Maroim, 29 de novembro de 1875 — ?, ?) foi um político brasileiro. Exerceu o mandato de deputado federal constituinte por Sergipe em 1934.